# Ope Pasquet
Ope Pasquet (Montevideo, 10. siječnja 1956.) urugvajski je pravnik i političar, član Colorado stranke i njezin glavni tajnik od 4. travnja 2011. do 6. ožujka 2012.
Završio je Pravni Fakultet Republičkog sveučilišta u Montevideu, te je prije ulaska u politiku radio kao odvjetnik.
Politički uspon započeo je tijekom vojne diktature u Urugvaju, kada je bio član generacije mladih političara koji su se zalagali za uspostavljanje demokracije.
Nakon pada diktature 1984. godine postaje član Libertad y Cambio, podstranke (frakcije) stranke Colorado. Tada se naazio na popisu 85 predloženih zastupnika za Parlament Urugvaja na općim izborima 1984. Nije dobio dovoljno glasova za ulazak u Parlament. Ipak, bio je imenovan podtajnikom ministra vanjskih poslova.
2003. godine dolazi do podjela u stranci Colorado, pa osniva svoju skupinu (frakciju) Batllismo, čiji je cilj bio obnova agresivne politike Colorado stranke.
Nakon općih izbora 2009., postaje Senator Republike na pet godina (2010. – 2015.). Više puta je vršio dužnost savjetnika Ministra pravosuđa.